# Quận Sumner, Kansas
Quận Summer là một quận thuộc tiểu bang Kansas, Hoa Kỳ. Theo điều tra dân số năm 2010 của Cục Thống kê Dân số Hoa Kỳ, quận có dân số 23.272 người.